# Edwin Pawłowicz
Edwin Pawłowicz, pseud. „Andrzej” (ur. 21 lutego 1900 w Pińsku, zm. 25 września 1943 w Łodzi) – inżynier budowy dróg i mostów, dowódca dywersyjnego oddziału specjalnego „Andrzej” należącego do Kedywu KG Armii Krajowej, porucznik rezerwy saperów, stracony za działalność konspiracyjną przez Gestapo w Łodzi.

## Życiorys
Urodził się w 21 lutego 1900 roku w Pińsku, jako syn Jana Pawłowicza i Ksawery z d. Hryszkiewicz, szlachciców mińskich.
Brał udział w wojnie polsko-bolszewickiej. 
W latach 1922–1926 studiował na Politechnice Warszawskiej na Wydziale Inżynierii Lądowej. Dyplom uzyskał w 1926 roku z tytułem „inżynier dróg i mostów”.
Był specjalistą w zakresie nowoczesnych technologii dróg o nawierzchniach bitumicznych i betonowych. 29 marca 1933 roku został drugim kierownikiem, a później dyrektorem technicznym w firmie „Kom-Dro-Bit” (Komprymowane Drogi Bitumiczne), szwajcarsko-niemiecko-polskiej spółce z o.o. w Katowicach, która od roku 1936 miała oddział również w Warszawie. Wprowadzał nowe technologie drogowe z mas „komdrobitowych”, wytwarzanych w Katowicach oraz z mas cementowych na terenie Górnego Śląska, jak również pod Lwowem i w województwie warszawskim. Współpracował z austriacką firmą „Stuag”.

## Działalność w konspiracji
Po walkach we wrześniu 1939 roku dostał się do niewoli niemieckiej, do oflagu, z którego udało się go wyciągnąć dzięki wstawiennictwu firmy „Stuag”. Podczas wojny przedsiębiorstwo „Kom-Dro-Bit” funkcjonowało pod patronatem austriackiej firmy „Stuag” i wykonywało roboty drogowe, w tym – prace w kamieniołomach w niemieckich obozach koncentracyjnych na terenie Polski.
Po powrocie z oflagu do Warszawy zajął się organizowaniem tajnego arsenału broni i oddziału dywersyjnego. Oddział ten działał na terenie budów prowadzonych przez „Stuag” w okolicach Radomia, Końskich, Lublina, Siedlec i Terespola. Na tych budowach głównie w województwie warszawskim, badano skuteczność materiałów wybuchowych i sprzętu dywersyjnego pochodzącego ze zrzutów oraz z przemytu austriackich pracowników firmy „Stuag”. Budowy te dawały schronienie wielu Żydom i członkom ruchu oporu. Współpracująca ze „Stuag”-iem firma „Kom-Dro-Bit” była wykorzystywana w dużych akcjach dywersyjnych.
Pawłowicz jako dowódca oddziału specjalnego działał pod pseudonimem „Andrzej” – pseudonim ten przyjął prawdopodobnie na cześć swojego syna. Od tego imienia nazwę otrzymała również jego grupa dywersyjna, czyli „Grupa Andrzeja”, którą Pawłowicz stworzył, werbując pracowników swojej firmy. Oddział „Andrzeja” wykorzystywany był do ostrej akcji kolejowej (m.in. Akcja „Odwet” 17.11.1942), dywersji technicznej (palenie samochodów), a także do wywiadu bojowego. 
W latach 1941–43 „Grupa Andrzeja” wysadzała tory kolejowe, mosty i wiadukty, głównie na trasie Międzyrzecz Podlaski – Terespol. 
W dniu 31 grudnia 1942 roku wziął udział w Akcji Dywersyjnej „Wieniec II”, która była szeregiem aktów dywersji (wysadzania torów kolejowych) na terenie dystryktu lubelskiego i warszawskiego w ramach odwetu na Niemcach za wysiedlanie ludności polskiej z Zamojszczyzny.

O aresztowaniu Edwina Pawłowicza pisze inż. Edward Wrzeszcz w swoich wspomnieniach opublikowanych w czasopiśmie „Drogowcy”:
W marcu 1943 roku inż. Pawłowicz zorganizował grupę bojową w celu odbicia więźniów w Łodzi, niestety zbyt późno otrzymano gryps zawierający informację, żeby tę akcję odroczyć. Nie udało się odwołać zbiórki grupy na ulicy Lwowskiej, skąd planowany był wspólny wyjazd do Łodzi. Teren przyległy do Politechniki Warszawskiej i ulicy Lwowskiej został obstawiony przez gestapo. W wyniku strzelaniny zginął syn dozorcy Możdżyńskiego, a Edwin Pawłowicz został aresztowany. Prawdopodobnie początkowo trzymany był na Pawiaku, później przewieziony do ciężkiego więzienia gestapo w Łodzi.

## Data i miejsce śmierci
- Edwin Pawłowicz został stracony przez Gestapo w Łodzi prawdopodobnie 25 września 1943 roku, o godzinie 6.30. Informacja ta pochodzi z tablicy znajdującej się na zbiorowej mogile na cmentarzu św. Rocha w Łodzi (Radogoszcz)[12].
- Przez wiele lat data i okoliczności śmierci inż. Edwina Pawłowicza były nieznane; był bezskutecznie poszukiwany przez rodzinę. Na wniosek żony Karoliny Pawłowicz-Tarczyńskiej został uznany za zmarłego w roku 1948 przez Sąd Grodzki w Łodzi.[13]
- Informacja na ww. tablicy przy zbiorowej mogile jest jedynym znanym do tej pory źródłem informacji o egzekucji oraz wskazówką, że spoczywa on w tym miejscu.[12]

## Rodzina
Syn Jana Pawłowicza, szlachcica z guberni mińskiej i Ksaweryny Pawłowicz z domu Hryszkiewicz. Miał starszego brata Ottona Pawłowicza oraz starszą siostrę Alinę.
Żonaty dwukrotnie:
- w roku 1927 w Warszawie z Marią z d. Staeveń (lub Staereń), urodzoną w Winnicy[15].
- drugą żoną była Karolina z d. Bednarz Pawłowicz-Tarczyńską[16], ur. w Zakopanem, z którą miał syna Andrzeja Pawłowicza.